# La Caverne de vie
La Caverne de vie est le treizième (et dernier) voyage qu'effectue le Capitaine Flam dans la série de dessins animés qui porte son nom.
Ce voyage est raconté en quatre épisodes de 22 minutes chacun. Le dessin animé est une adaptation du roman « The Star of Dread » d'Edmond Hamilton.
Dans le dessin animé, le capitaine recherche la « Caverne de vie », laboratoire extraterrestre dans lequel la manipulation des espèces par le génie génétique était pratiquée. Deux savants veulent s'approprier les secrets de cette technologie ; le capitaine et ses compagnons s'opposent à leurs projets.

## Liste des épisodes
Dans leur traduction en langue française, les quatre épisodes ont les titres suivants :
1. Le Mystère des ruines de l'espace
2. Le Mystère des hommes animaux
3. La Grande bataille
4. Au-delà des ténèbres

## Résumé

### «Le Mystère des ruines de l'espace»
Au cours de fouilles archéologiques sur Titania, le Capitaine Flam et ses amis découvrent le terrible secret d'une ancienne espèce extraterrestre, aujourd'hui disparue : une pierre contenant un message codé révèle l'existence et le lieu de la « Caverne de vie », un laboratoire permettant de maîtriser l'évolution génétique des espèces. 
Deux scientifiques, Norton et le Pr Winter, veulent découvrir à leur seul profit le secret de la Caverne de vie. À cet effet ils volent le Cyberlab et enlèvent Johann et Ken. Johann, en particulier, est enlevée car elle a lu la pierre et sait où se trouve la Caverne de vie.
Les extraterrestres autochtones de la planète se montrent agressifs et menacent d'attaquer le campement. Le capitaine trouve une ruse pour les effrayer (utilisation des rayons X) sans les blesser. Une fois les créatures de Titania écartées, le Capitaine Flam, Ezla, Crag et Mala s'emparent du vaisseau des bandits, se rendent sur la Lune et le remettent en état afin de pouvoir voyager en hyperespace. 
Lorsque les travaux de réparation sont terminés, ils se mettent à la poursuite des bandits. Néanmoins le vaisseau est attiré par un vortex spatial intense, le Tourbillon Éternel.

### «Le Mystère des hommes animaux»
Le vaisseau du Capitaine Flam parvient à quitter l'attraction du Tourbillon. Après avoir réparé les avaries du vaisseau, Flam et ses compagnons se remettent en route.
Norton et Winter arrivent avec le Cyberlab sur la planète Aar, censée être le lieu de la Caverne de vie. Ils y rencontrent des sauvages belliqueux (qui disent s'appeler les « Humanoïdes » et qui sont sous les ordres d'Ozorukan) ainsi que des créatures mi-hommes mi-animaux. Tandis que Norton et Winter sympathisent avec les Humanoïdes, Flam et ses compagnons, qui viennent d'arriver sur la planète, se battent contre Uni, le chef des hommes-tigres. Ce dernier devient rapidement leur allié et leur apporte une aide précieuse. 
Grâce à Goro, le chef des centaures, Flam harangue les diverses espèces de créatures et sollicite leur aide pour combattre les Humanoïdes. Il est acclamé par les mi-hommes mi bêtes.
Pendant ce temps, une dispute éclate entre Winter et Norton, lequel refuse que les secrets de la Caverne de vie puissent apporter le malheur entre les espèces et entraîner un désordre génétique. 

### «La Grande bataille»
Grâce à l'aide de Siki l'homme-oiseau, Flam parvient à s'introduire dans la cité des Humanoïdes. Il est néanmoins fait prisonnier. Seul Ken s'échappe grâce à Siki. À leur arrivée, Uni est mis au courant de la capture du capitaine et ordonne aux diverses espèces de créatures de déclencher une  attaque générale contre la cité des humanoïdes afin de délivrer Flam et Johann. Norton torture cette dernière afin de lui faire avouer où se trouve la Caverne de Vie mais Winter, pris de remords, prend sa défense. Norton l'abat d'un coup de pistolet à protons. 
La cité des Humanoïdes est attaquée. Les Humanoïdes ont le dessous ; c'est une grande victoire pour les mi-hommes mi-bêtes.
Flam et Johan sont libérés. Néanmoins Johan explique qu'elle a dû révéler sous la torture le lieu où se trouve la Caverne de vie. Flam et ses compagnons partent à la poursuite d'Ozorukan et de Norton (qui est toujours en possession du Cyberlab) et se dirigent vers la « Montagne de cristal », l'endroit où se trouve la Caverne de vie.

### «Au-delà des ténèbres»
Après avoir construit un radeau, Flam et ses compagnons parviennent à la Caverne de vie, tout en ignorant qu'ils étaient suivis par les bandits. Ceux-ci se découvrent et les menacent. Une bataille s'ensuit, au cours de laquelle tous les bandits sont tués.
Flam et ses compagnons ramènent à l'état de conscience un couple plongé en biostase : l'homme et la femme leur apprennent que la Caverne de vie avait été jadis construite par des scientifiques qui, placés sous la coupe d'un dictateur féroce, les avait obligés à créer des créatures mi-hommes mi-animaux. Maintenant que les millénaires se sont écoulés, ils peuvent proposer aux créatures de modifier leur ADN de manière que leurs descendants ne soient plus animaux mais totalement humains.

## Remarque
- La liaison amoureuse entre le Capitaine Flam et Johan est évoquée à plusieurs reprises. Le colonel Ezla évoque notamment un éventuel mariage entre eux, ce qui fait rougir Johann. Cette scène est une invention de la TOEI, et ne se trouve pas dans le roman original.
- En 1948, Edmond Hamilton reprendra globalement la même intrigue et la même trame dans son roman The Valley of Creation (traduit et publié en français sous le nom de : "la vallée magique" / "La vallée de la création"), mais en transposant l'histoire sur Terre dans un coin reculé du Tibet plutôt que dans l'espace, et avec une équipe d'aventuriers mercenaires à la place de l'équipe du Capitaine Flam.